# VM i strandhåndbold 2008
Verdensmesterskabet i standhåndbold 2008 var det tredje VM i strandhåndbold for mænd og kvinder, og slutrunden med deltagelse af 12 herre- og 12 kvindehold blev afviklet i Cadiz i Spanien i perioden 9. – 13. juli 2008.
Mændenes VM-titel gik til Kroatien, der vandt 2-1 (21-14, 18-19, 9-4) i finalen over de forsvarende mestre fra Brasilien, og som dermed blev verdensmestre for første gang. Bronzemedaljerne blev vundet af Serbien, der besejrede Egypten 2-0 (14-12, 19-14) i bronzekampen.
Kvindernes mesterskab blev ligeledes vundet af Kroatien, som i finalen besejrede værtslandet Spanien med 2-0 (13-10, 14-8). I bronzekampen vandt de forsvarende mestre Brasilien 2-1 (13-10, 10-20, 5-0) over Italien.

## Mænd

### Indledende runde
De 12 hold var inddelt i to grupper med seks hold, som spillede alle-mod-alle. De to bedste hold i hver gruppe gik videre til semifinalerne. Treerne og firerne gik videre til placeringskampene om 5.- 8.-pladsen, mens femmerne og sekserne måtte tage til takke med placeringskampe om 9.- 12.-pladsen.

#### Gruppe A
| Dato  | Kamp               | Res. | 1.sæt | 2.sæt | Str.  |
| ----- | ------------------ | ---- | ----- | ----- | ----- |
| 9.7.  | Rusland - Serbien  | 1–2  | 18-22 | 14-11 | 4-7   |
| 9.7.  | Kroatien - Uruguay | 2–0  | 20-80 | 22-10 | -     |
| 9.7.  | Ungarn – Iran      | 2–0  | 14-10 | 18-12 | -     |
| 9.7.  | Serbien – Kroatien | 0–2  | 14-16 | 08-23 | -     |
| 9.7.  | Iran – Rusland     | 0–2  | 07-22 | 18-26 | -     |
| 9.7.  | Uruguay – Ungarn   | 1–2  | 12-24 | 18-12 | 4-6   |
| 10.7. | Rusland – Uruguay  | 2–0  | 16-14 | 17-14 | -     |
| 10.7. | Serbien – Iran     | 2–1  | 18-90 | 20-22 | 6-4   |
| 10.7. | Kroatien – Ungarn  | 2–0  | 20-16 | 25-22 | -     |
| 11.7. | Kroatien – Iran    | 2–0  | 24-12 | 14-11 | -     |
| 11.7. | Ungarn – Rusland   | 0–2  | 10-11 | 14-17 | -     |
| 11.7. | Uruguay – Serbien  | 1–2  | 15-14 | 14-16 | 6-7   |
| 11.7. | Iran – Uruguay     | 2–0  | 12-11 | 14-16 | -     |
| 11.7. | Ungarn – Serbien   | 1–2  | 08-12 | 20-15 | 6-7   |
| 11.7. | Rusland – Kroatien | 1–2  | 20-18 | 13-19 | 12-13 |

| Gruppe A | Kampe | Sæt   | Mål     | Point |
| -------- | ----- | ----- | ------- | ----- |
| Kroatien | 5     | 10-10 | 214-146 | 10    |
| Serbien  | 5     | 8-6   | 175-181 | 8     |
| Rusland  | 5     | 8-4   | 190-167 | 6     |
| Ungarn   | 5     | 5-7   | 176-159 | 4     |
| Iran     | 5     | 3-8   | 133-187 | 2     |
| Uruguay  | 5     | 02-10 | 140-182 | 0     |

#### Gruppe B
| Dato  | Kamp                 | Res. | 1.sæt | 2.sæt | Str.  |
| ----- | -------------------- | ---- | ----- | ----- | ----- |
| 9.7.  | Egypten - Libyen     | 2–0  | 14-11 | 20-8  | -     |
| 9.7.  | Pakistan - Tyrkiet   | 0–2  | 17-19 | 10-18 | -     |
| 9.7.  | Brasilien - Spanien  | 2–1  | 18-22 | 17-11 | 11-10 |
| 10.7. | Spanien - Egypten    | 1–2  | 12-23 | 18-6  | 4-8   |
| 10.7. | Tyrkiet - Brasilien  | 0–2  | 14-18 | 12-13 | -     |
| 10.7. | Libyen - Pakistan    | 2–1  | 12-17 | 12-7  | 7-6   |
| 10.7. | Brasilien - Libyen   | 2–0  | 18-10 | 20-8  | -     |
| 10.7. | Egypten - Pakistan   | 0–2  | 16-18 | 14-15 | -     |
| 10.7. | Spanien - Tyrkiet    | 2–0  | 22-16 | 19-16 | -     |
| 11.7. | Egypten - Tyrkiet    | 2–0  | 13-7  | 18-12 | -     |
| 11.7. | Pakistan - Brasilien | 0–2  | 9-17  | 8-20  | -     |
| 11.7. | Libyen - Spanien     | 0–2  | 8-16  | 18-22 | -     |
| 11.7. | Tyrkiet - Libyen     | 2–0  | 25-13 | 13-8  | -     |
| 11.7. | Brasilien - Egypten  | 2–1  | 22-20 | 14-20 | 9-4   |
| 11.7. | Pakistan - Spanien   | 0–2  | 11-18 | 13-16 | -     |

| Gruppe B  | Kampe | Sæt   | Mål     | Point |
| --------- | ----- | ----- | ------- | ----- |
| Brasilien | 5     | 10-20 | 197-148 | 10    |
| Egypten   | 5     | 7-5   | 176-150 | 6     |
| Spanien   | 5     | 8-4   | 190-165 | 6     |
| Tyrkiet   | 5     | 4-6   | 152-151 | 4     |
| Libyen    | 5     | 2-9   | 115-178 | 2     |
| Pakistan  | 5     | 3-8   | 131-169 | 2     |

### Placeringskampe
| Placeringskampe om 9.- 12.-pladsen | Placeringskampe om 9.- 12.-pladsen | Placeringskampe om 9.- 12.-pladsen | Placeringskampe om 9.- 12.-pladsen | Placeringskampe om 9.- 12.-pladsen | Placeringskampe om 9.- 12.-pladsen |
| Dato                               | Kamp                               | Res.                               | 1.sæt                              | 2.sæt                              | Str.                               |
| ---------------------------------- | ---------------------------------- | ---------------------------------- | ---------------------------------- | ---------------------------------- | ---------------------------------- |
| Semifinaler                        |                                    |                                    |                                    |                                    |                                    |
| 12.7.                              | Pakistan - Iran                    | 2–0                                | 23-15                              | 17-14                              | -                                  |
| 12.7.                              | Uruguay - Libyen                   | 2–1                                | 12-13                              | 22-16                              | 6-4                                |
| Kamp om 11.-pladsen                |                                    |                                    |                                    |                                    |                                    |
| 12.7.                              | Iran - Libyen                      | 2–0                                | 19-11                              | 14-12                              | -                                  |
| Kamp om 9.-pladsen                 |                                    |                                    |                                    |                                    |                                    |
| 12.7.                              | Pakistan - Uruguay                 | 1–2                                | 18-13                              | 12-18                              | 4-5                                |

| Placeringskampe om 5.- 8.-pladsen | Placeringskampe om 5.- 8.-pladsen | Placeringskampe om 5.- 8.-pladsen | Placeringskampe om 5.- 8.-pladsen | Placeringskampe om 5.- 8.-pladsen | Placeringskampe om 5.- 8.-pladsen |
| Dato                              | Kamp                              | Res.                              | 1.sæt                             | 2.sæt                             | Str.                              |
| --------------------------------- | --------------------------------- | --------------------------------- | --------------------------------- | --------------------------------- | --------------------------------- |
| Semifinaler                       |                                   |                                   |                                   |                                   |                                   |
| 12.7.                             | Tyrkiet - Rusland                 | 2–1                               | 15-14                             | 16-19                             | 7-6                               |
| 12.7.                             | Ungarn - Spanien                  | 0–2                               | 16-17                             | 16-22                             | -                                 |
| Kamp om 7.-pladsen                |                                   |                                   |                                   |                                   |                                   |
| 13.7.                             | Rusland - Ungarn                  | 1–2                               | 24-22                             | 16-19                             | 4-7                               |
| Kamp om 5.-pladsen                |                                   |                                   |                                   |                                   |                                   |
| 13.7.                             | Tyrkiet - Spanien                 | 0–2                               | 16-18                             | 23-24                             | -                                 |

### Finalekampe
| Dato        | Kamp                 | Res. | 1.sæt | 2.sæt | Str. |
| ----------- | -------------------- | ---- | ----- | ----- | ---- |
| Semifinaler |                      |      |       |       |      |
| 12.7.       | Kroatien - Egypten   | 2–0  | 17-14 | 21-14 | -    |
| 12.7.       | Brasilien - Serbien  | 2–0  | 18-14 | 20-16 | -    |
| Bronzekamp  |                      |      |       |       |      |
| 13.7.       | Egypten - Serbien    | 0–2  | 12-14 | 14-19 | -    |
| Finale      |                      |      |       |       |      |
| 13.7.       | Kroatien - Brasilien | 2–1  | 21-14 | 18-19 | 9-4  |

## Kvinder

### Indledende runde
De 12 hold var inddelt i to grupper med seks hold, som spillede alle-mod-alle. De to bedste hold i hver gruppe gik videre til semifinalerne. Treerne og firerne gik videre til placeringskampene om 5.- 8.-pladsen, mens femmerne og sekserne måtte tage til takke med placeringskampe om 9.- 12.-pladsen.

#### Gruppe A
| Dato  | Kamp                    | Res. | 1.sæt | 2.sæt | Str. |
| ----- | ----------------------- | ---- | ----- | ----- | ---- |
| 9.7.  | Brasilien - Serbien     | 2–0  | 23-13 | 23-17 | -    |
| 9.7.  | Norge - Domin. Rep.     | 2–0  | 24-1  | 23-5  | -    |
| 9.7.  | Italien - Ukraine       | 2–0  | 17-16 | 17-16 | -    |
| 9.7.  | Serbien - Norge         | 2–1  | 11-16 | 16-10 | 7-6  |
| 9.7.  | Ukraine - Brasilien     | 0–2  | 7-18  | 14-18 | -    |
| 9.7.  | Domin. Rep. - Italien   | 0–2  | 11-16 | 9-15  | -    |
| 10.7. | Brasilien - Domin. Rep. | 2–0  | 13-6  | 15-6  | -    |
| 10.7. | Norge - Italien         | 0–2  | 16-17 | 17-20 | -    |
| 10.7. | Serbien - Ukraine       | 2–1  | 8-17  | 25-20 | ?    |
| 11.7. | Norge - Ukraine         | 2–1  | 9-8   | 10-13 | 6-4  |
| 11.7. | Italien - Brasilien     | 1–2  | 12-10 | 15-16 | 8-9  |
| 11.7. | Domin. Rep. - Serbien   | 0–2  | 5-19  | 11-15 | -    |
| 11.7. | Ukraine - Domin. Rep.   | 2–0  | 17-10 | 19-18 | -    |
| 11.7. | Italien - Serbien       | 2–1  | 10-9  | 12-16 | 10-2 |
| 11.7. | Brasilien - Norge       | 2–0  | 15-10 | 16-9  | -    |

| Gruppe A    | Kampe | Sæt   | Mål     | Point |
| ----------- | ----- | ----- | ------- | ----- |
| Brasilien   | 5     | 10-10 | 176-117 | 10    |
| Italien     | 5     | 9-3   | 169-147 | 8     |
| Serbien     | 5     | 7-6   | ???-??? | 6     |
| Norge       | 5     | 5-7   | 156-133 | 4     |
| Ukraine     | 5     | 4-8   | ???-??? | 2     |
| Domin. Rep. | 5     | 00-10 | 082-176 | 0     |

#### Gruppe B
| Dato  | Kamp                  | Res. | 1.sæt | 2.sæt | Str. |
| ----- | --------------------- | ---- | ----- | ----- | ---- |
| 9.7.  | Makedonien - Kina     | 2–0  | 18-14 | 18-13 | -    |
| 9.7.  | Rusland - Uruguay     | 1–2  | 10-6  | 4-10  | 2-6  |
| 9.7.  | Kroatien - Spanien    | 2–1  | 20-18 | 14-22 | 9-5  |
| 10.7. | Spanien - Rusland     | 2–0  | 14-10 | 18-14 | -    |
| 10.7. | Kina - Kroatien       | 0–2  | 11-18 | 8-18  | -    |
| 10.7. | Uruguay - Makedonien  | 2–1  | 16-14 | 16-20 | 4-3  |
| 10.7. | Kroatien - Uruguay    | 2–1  | 14-8  | 16-17 | 7-6  |
| 10.7. | Rusland - Makedonien  | 2–0  | 14-10 | 12-11 | -    |
| 10.7. | Spanien - Kina        | 2–0  | 20-9  | 16-9  | -    |
| 11.7. | Rusland - Kina        | 2–0  | 18-10 | 14-10 | -    |
| 11.7. | Makedonien - Kroatien | 0–2  | 8-12  | 6-14  | -    |
| 11.7. | Uruguay - Spanien     | 0–2  | 16-21 | 12-13 | -    |
| 11.7. | Kina - Uruguay        | 0–2  | 2-20  | 9-15  | -    |
| 11.7. | Kroatien - Rusland    | 2–1  | 10-9  | 15-22 | 6-2  |
| 11.7. | Makedonien - Spanien  | 0–2  | 16-17 | 10-11 | -    |

| Gruppe B   | Kampe | Sæt   | Mål     | Point |
| ---------- | ----- | ----- | ------- | ----- |
| Kroatien   | 5     | 10-30 | 173-142 | 10    |
| Spanien    | 5     | 9-2   | 175-139 | 8     |
| Uruguay    | 5     | 7-6   | 152-135 | 6     |
| Rusland    | 5     | 6-6   | 131-126 | 4     |
| Makedonien | 5     | 3-8   | 134-143 | 2     |
| Kina       | 5     | 00-10 | 095-175 | 0     |

### Placeringskampe
| Placeringskampe om 9.- 12.-pladsen | Placeringskampe om 9.- 12.-pladsen | Placeringskampe om 9.- 12.-pladsen | Placeringskampe om 9.- 12.-pladsen | Placeringskampe om 9.- 12.-pladsen | Placeringskampe om 9.- 12.-pladsen |
| Dato                               | Kamp                               | Res.                               | 1.sæt                              | 2.sæt                              | Str.                               |
| ---------------------------------- | ---------------------------------- | ---------------------------------- | ---------------------------------- | ---------------------------------- | ---------------------------------- |
| Semifinaler                        |                                    |                                    |                                    |                                    |                                    |
| 12.7.                              | Kina - Ukraine                     | 0–2                                | 8-21                               | 7-14                               | -                                  |
| 12.7.                              | Domin. Rep. - Makedonien           | 0–2                                | 7-9                                | 13-18                              | -                                  |
| Kamp om 11.-pladsen                |                                    |                                    |                                    |                                    |                                    |
| 12.7.                              | Kina - Dominikanske Rep.           | 1–2                                | 12-6                               | 10-14                              | 6-7                                |
| Kamp om 9.-pladsen                 |                                    |                                    |                                    |                                    |                                    |
| 12.7.                              | Ukraine - Makedonien               | 2–1                                | 8-10                               | 16-12                              | 6-4                                |

| Placeringskampe om 5.- 8.-pladsen | Placeringskampe om 5.- 8.-pladsen | Placeringskampe om 5.- 8.-pladsen | Placeringskampe om 5.- 8.-pladsen | Placeringskampe om 5.- 8.-pladsen | Placeringskampe om 5.- 8.-pladsen |
| Dato                              | Kamp                              | Res.                              | 1.sæt                             | 2.sæt                             | Str.                              |
| --------------------------------- | --------------------------------- | --------------------------------- | --------------------------------- | --------------------------------- | --------------------------------- |
| Semifinaler                       |                                   |                                   |                                   |                                   |                                   |
| 12.7.                             | Norge - Uruguay                   | 2–1                               | 14-16                             | 15-14                             | 5-4                               |
| 12.7.                             | Rusland - Serbien                 | 2–0                               | 18-16                             | 14-13                             | -                                 |
| Kamp om 7.-pladsen                |                                   |                                   |                                   |                                   |                                   |
| 13.7.                             | Uruguay - Serbien                 | 2–1                               | 15-16                             | 13-12                             | 7-4                               |
| Kamp om 5.-pladsen                |                                   |                                   |                                   |                                   |                                   |
| 13.7.                             | Norge - Rusland                   | 0–2                               | 16-22                             | 20-22                             | -                                 |

### Finalekampe
| Dato        | Kamp                | Res. | 1.sæt | 2.sæt | Str.  |
| ----------- | ------------------- | ---- | ----- | ----- | ----- |
| Semifinaler |                     |      |       |       |       |
| 12.7.       | Brasilien - Spanien | 1–2  | 12-4  | 16-18 | 0-6   |
| 12.7.       | Kroatien - Italien  | 2–1  | 20-18 | 18-20 | 12-10 |
| Bronzekamp  |                     |      |       |       |       |
| 13.7.       | Brasilien - Italien | 2–1  | 13-10 | 10-20 | 5-0   |
| Finale      |                     |      |       |       |       |
| 13.7.       | Spanien - Kroatien  | 0–2  | 10-13 | 8-14  | -     |